# DC Nation
DC Nation foi um bloco de animações e uma série de curtas animados baseados em histórias em quadrinhos da DC Comics, produzidos pela Warner Bros. Animation e exibidos pelo Cartoon Network entre 03 de março de 2012 e 29 de março de 2014.

## Séries
| No. | Série                              | Período                                   |
| --- | ---------------------------------- | ----------------------------------------- |
| 1   | Young Justice                      | March 3, 2012 – March 16, 2013            |
| 2   | Green Lantern: The Animated Series | 03 de março de 2012 - 16 de março de 2013 |
| 3   | DC Nation Shorts                   | 03 de março de 2012 - 14 de maio de 2014  |
| 4   | Teen Titans Go!                    | 23 de abril de 2013 - 29 de março de 2014 |
| 5   | Beware the Batman                  | 13 de julho de 2013 - Dezembro de 2013    |